# 2,3-Dibromhydrochinon
2,3-Dibromhydrochinon ist eine chemische Verbindung, die sowohl zu den Polyphenolen als auch zu den Halogenaromaten gehört. Sie ist zusammen mit 2,5-Dibromhydrochinon und 2,6-Dibromhydrochinon eines der drei stellungsisomeren Dibromhydrochinone.

## Darstellung
2,3-Dibromhydrochinon kann durch Bromierung von 1,4-Benzochinon mit elementarem Brom hergestellt werden.

## Reaktionen
Die Veresterung mit Essigsäureanhydrid ergibt das Diacetat, das unter der CAS-Nummer 40101-04-0 registriert ist und einen Schmelzpunkt von 163 °C hat.
Die Oxidation mit Eisen(III)-chlorid führt zum 2,3-Dibrom-1,4-benzochinon (Schmelzpunkt 124–125 °C).